# Falconina crassipalpis
Falconina crassipalpis is een spinnensoort uit de familie van de loopspinnen (Corinnidae).
De wetenschappelijke naam van de soort werd in 1937 als Corinna crassipalpis gepubliceerd door Arthur Merton Chickering.